# Georgette de Montenay

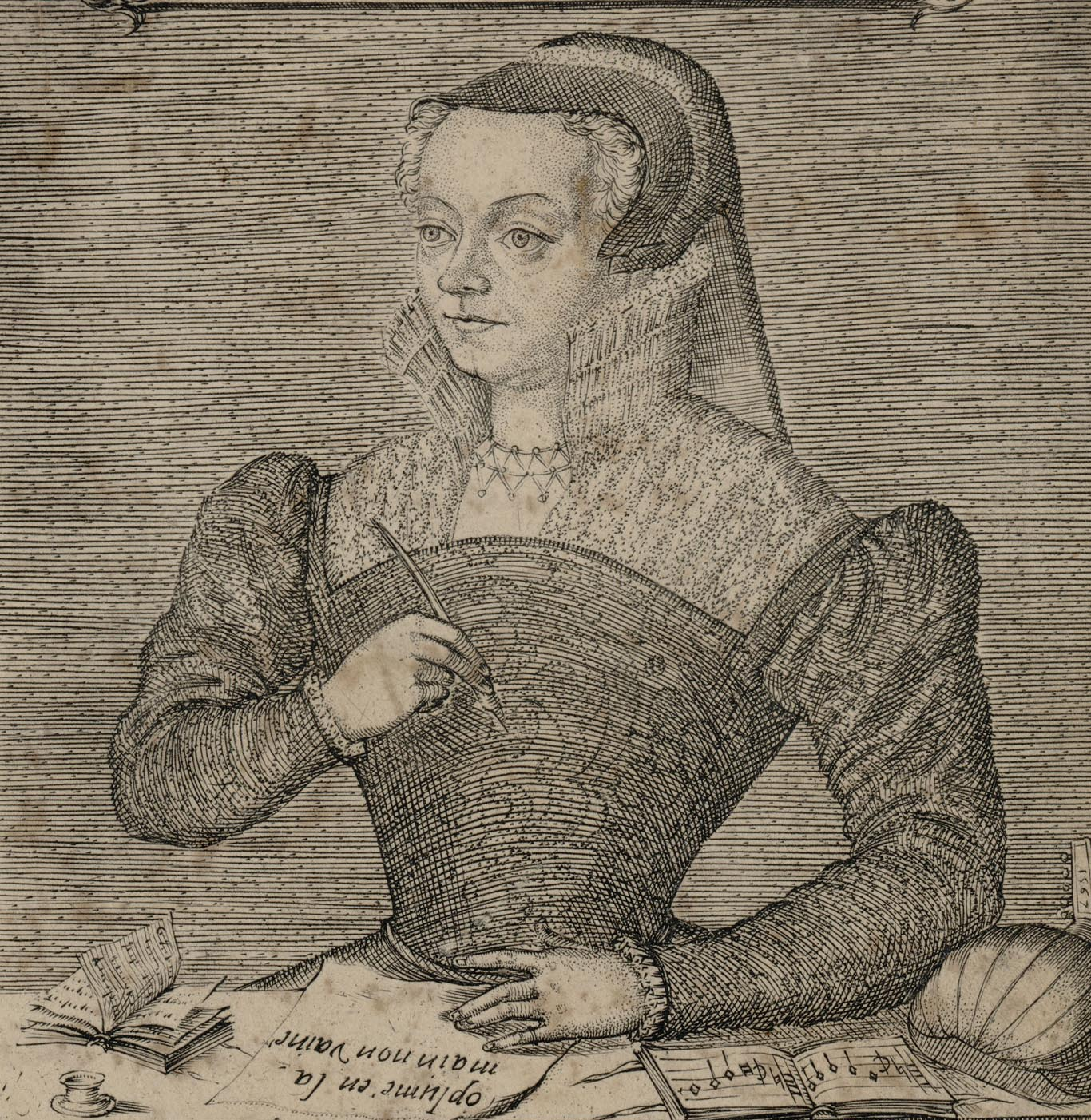
Georgette de Montenay

Georgette de Montenay (* 1540 in der Normandie; † 1606 oder 1607 in Saint-Germier, Département Gers) war eine französische Schriftstellerin der Renaissance.

## Leben und Werk
Georgette, die einer normannischen Adelsfamilie entstammte, verlor ihre Eltern im Alter von acht Jahren. 1561 oder 1562 heiratete sie den Südfranzosen Guyon de Gout (gest. 1574), wohnte mit ihm in Saint-Germier, Département Gers, und frequentierte den Hof von Jeanne d’Albret, der Königin von Navarra.

### Das Buch der Embleme
Nach dem Vorbild von Andrea Alciato, doch erstmals mit religiösen Motiven, schuf sie ein erfolgreiches Emblembuch, in dem sie zu den (nach ihren Anweisungen von Pierre Woeiriot de Bouzey erstellten) Gravuren jeweils eine Legende in Gedichtform verfasste. Nach dem Urteil von Sara Matthews-Grieco entwarf sie darin „das Modell einer gebildeten und geistig souveränen Weiblichkeit sowie eine Vision gerechterer Geschlechtsbeziehungen“.

### Beispiel: Emblem Nr. 16
Sic fiet filiis iniquitatis                                                          
[Bild: fliegende Krähe mit Nuss im Schnabel] 
La Corneille a en soy ceste finesse,/ 
De monter haut pour sa noix mieux casser/ 
Dessus la pierre en plus grande rudesse./ 
Ainsi Dieu laisse aucuns pervers hausser,/ 
Par tout à coup les desrompre & froisser/ 
Plus grievement, à fin qu’il soit notoire/ 
Que tout orgueil luy seul sait abaisser,/ 
Et ce voyant qu’on luy en donne gloire.
(Die Krähe ist geschickt genug,/
Zu steigen hoch, um besser zu zerbrechen/
Auf rauem Stein die Nuss, die niederfällt./
So lässt auch Gott den Sünder sich erheben,/
Auf dass er umso sicherer zugrunde gehe/
Und es der Welt nun offenbar erscheine,/
Dass aller Hochmut nur von ihm geducket werde/
Und ihm allein dafür gebührt die Ehre.)

## Werke
- Emblèmes ou devises chrestiennes, composées par damoiselle Georgette de Montenay, Lyon, Marcorelle, 1571 (Widmung in Versen an Jeanne d’Albret, Gedicht zum Lob der Verfasserin von P. D. C., 130 Seiten); Menston 1973.
- Georgiae Montaneae, Nobilis. Gallaea, Emblematum Christianorum Centuria, cum eorundem latina interpretatione. Cent Emblemes Chrestiens de Damoiselle Georgette de Montenay, Zurich, Chr. Froschoverum, 1584, Heidelberg, Lancelot, 1602 (französisch-lateinisch).
- Stammbuch darinnen christlicher Tugenden  Beyspiel einhundert außerlesener Emblemata, mit schönen Kupfferstücken gezieret, erstlichen in französischer Sprach, von der edlen sinnreichen Jungfrauw Georgetta von Monteney beschrieben. Nunmehr aber mit lateinischen, hispanischen, italianischen, teutschen, englischen und niderländischen Versen vermehret, Frankfurt am Main, Unckels, 1619 (447 Seiten).
  - Livre d'armoiries en signe de fraternité, Paris, Aux Amateurs de livres, 1989 (447 Seiten, Vorwort von Simone Perrier).
- Emblèmes ou Devises chrétiennes composées par demoiselle Georgette de Montenay, La Rochelle, Jean Dinet, 1620; Lyon, Chavance, 1717.